# Faramea heterocalyx
Faramea heterocalyx är en måreväxtart som beskrevs av Johannes Müller Argoviensis. Faramea heterocalyx ingår i släktet Faramea och familjen måreväxter. Inga underarter finns listade i Catalogue of Life.